# Slimane Ourak
Slimane Ourak, né le 28 juillet 1955 à Tunis, est un banquier et haut fonctionnaire tunisien. Il est ministre du Commerce et de l’Artisanat entre 2010 et 2011. Il est auparavant directeur général des douanes tunisiennes entre 2004 et 2010.

## Biographie

### Jeunesse et études
Slimane Ourak est titulaire d'une maîtrise de droit privé ; il poursuit ses études, en troisième cycle, à l'Institut technique de banque de Paris.
Il complète ses études par des stages et des sessions de formation (en Tunisie ou à l'international) sur les « mécanismes de promotion et de financement des petites et moyennes entreprises » et la « micro-finance, mécanisme de lutte contre la pauvreté et la marginalisation ».

### Carrière dans la banque
En décembre 1981, Slimane Ourak intègre la Caisse nationale d'épargne-logement (actuelle BH Bank) puis la direction générale des finances au ministère de la Planification et des Finances. Entre avril 1999 et novembre 2004, il est également directeur général de la Banque tunisienne de solidarité puis, jusqu'en décembre 2010, de la direction générale des Douanes.

### Carrière politique
Entre décembre 2010 et janvier 2011, il est ministre du Commerce et de l’Artisanat. Son secrétaire d'État est Mohsen Laroui. Après la révolution de 2011, il est incarcéré en avril de cette année, sans que soient précisés les chefs d’accusations retenus. Des sources portuaires évoquent les malversations douanières opérées par le clan Trabelsi alors qu’il était lui-même à la tête des douanes tunisiennes.

## Vie privée
Slimane Ourak est marié et père de trois enfants.

## Décorations
- 2003 : Médaille du Travail
- 2006 : Officier de l'Ordre de la République[1]
- 2007 : Officier de l'Ordre du 7-Novembre[1]
- 2009 : Officier de l'Ordre du maintien de la sécurité